# Фаусто Вера
Фаусто Вера (ісп. Fausto Vera, нар. 26 березня 2000, Хурлінгам) — аргентинський футболіст, півзахисник клубу «Архентінос Хуніорс».

## Клубна кар'єра
Народився 26 березня 2000 року в місті Хурлінгам. Вихованець футбольної школи клубу «Архентінос Хуніорс». 12 листопада 2018 року в матчі проти «Тігре» він дебютував в аргентинській Прімері.

## Виступи за збірні
2017 року у складі юнацької збірної Аргентини взяв участь в юнацькому чемпіонаті Південної Америки в Чилі. На турнірі він зіграв у трьох матчах.
У 2019 році був викликаний до складу молодіжної збірної Аргентини до 20 років на молодіжний чемпіонат Південної Америки у Чилі. Там Вера допоміг своїй збірній посісти друге місце. Цей результат дозволив команді кваліфікуватись на молодіжний чемпіонат світу 2019 року, куди поїхав і Фаусто.

## Титули і досягнення
- Переможець Панамериканських ігор: 2019